# Erich Nehlhans

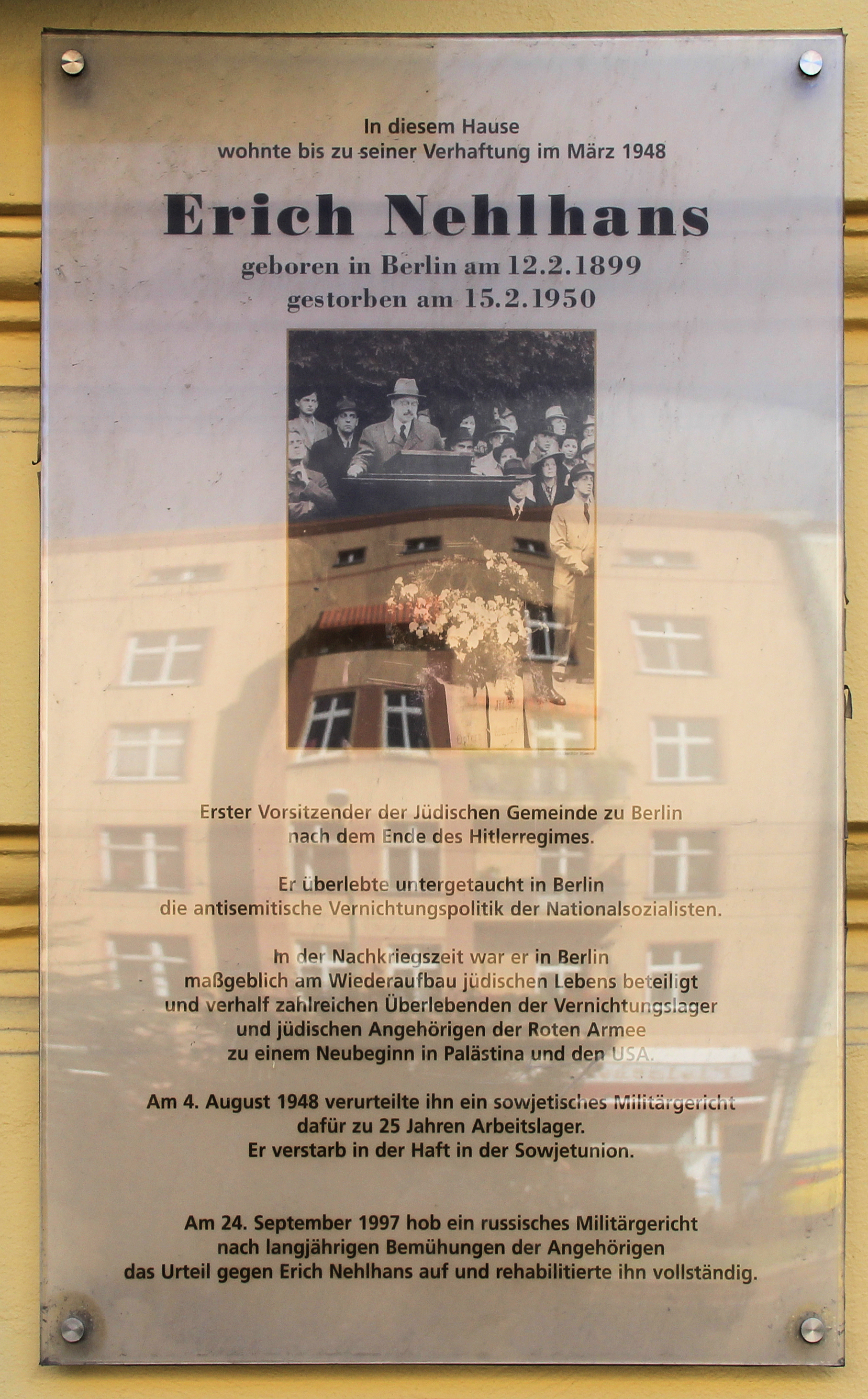
Gedenktafel am Haus Prenzlauer Allee 35, in Berlin-Prenzlauer Berg (2010)

Erich Nehlhans, Eigenschreibweise Erich Nelhans (* 12. Februar 1899 in Berlin; † 15. Februar 1950 im Lager DubrawLag) war nach Ende des Zweiten Weltkriegs zusammen mit Hans Münzer, Leo Hirsch, Leo Löwenstein, Fritz Katten und Hans Erich Fabian Mitbegründer und kommissarischer Vorsitzender der Jüdischen Gemeinde zu Berlin und ein Opfer beider deutscher Diktaturen.

## Leben
Erich Nehlhans wuchs als eines von fünf Geschwistern einer streng religiösen Familie in Berlin auf. 1918 wurde er Soldat in der kaiserlichen deutschen Armee. Nach dem Ersten Weltkrieg arbeitete er als Kaufmann und war Inhaber eines Verlags für Glückwunschkarten. 1934 heiratete er die Rabbinertochter Edith Perlinsky. 1942 tauchte er in Berlin unter. Seine Frau wurde am 1. März 1943 während der Fabrikaktion nach Auschwitz deportiert und dort ermordet.
Erich Nehlhans war nach der Befreiung maßgeblich am Wiederaufbau des Gemeindelebens der Jüdischen Gemeinde zu Berlin beteiligt. Neben dem Vorsitz der Gemeinde war er für die Kultusangelegenheiten zuständig. Bekannt ist sein Einsatz für die Instandsetzung der Synagoge Rykestraße, des Jüdischen Friedhofes in Weißensee und andere Einrichtungen der jüdischen Gemeinde. Nehlhans war federführend bei der Einstellung von Estrongo Nachama als Kantor. Als Vorsitzender der Gemeinde hat er sich auch besonders um die sozialen Belange von ehemaligen KZ-Häftlingen gekümmert. Vielen von ihnen hat er zu einem Neuanfang in Palästina und den USA verholfen.
Nehlhans bearbeitete diese Übersiedlungsangelegenheiten hauptberuflich am Sitz der jüdischen Gemeinde im britischen Sektor. Zu den Auswanderungswilligen gehörten auch solche mit sowjetischer Staatsangehörigkeit, darunter mehrere Deserteure der Sowjetarmee. Im März 1948 verhaftete die sowjetische Geheimpolizei MGB Nehlhans, der sich keiner Unrechtshandlung bewusst war, in seiner Wohnung im sowjetischen Sektor und brachte ihn in ein Kellergefängnis in der Prenzlauer Allee. Am 4. August 1948 verurteilte ihn ein sowjetisches Militärtribunal wegen antisowjetischer Agitation und Unterstützung der Desertion von sowjetischen Soldaten jüdischen Glaubens zu 25 Jahren Arbeitslager. Nach Abschaffung der Todesstrafe im Jahre 1947 war dies nach sowjetischem Gesetz die Höchststrafe.  Zunächst inhaftiert als SMT-Verurteilter auf dem Gelände des Speziallagers Sachsenhausen, wurde Nehlhans im Oktober 1948 in die Sowjetunion überstellt, wo er zunächst im Gefängnis Brest inhaftiert war. Infolge einer schweren Hepatitis-Erkrankung starb Nehlhans im Krankenhaus des Sonderlagers DubrawLag in Mordwinien. Er wurde auf dem Friedhof des dortigen Lagerpunkts Nr. 2 beigesetzt.
Ein russisches Militärgericht hob am 24. September 1997 das Urteil auf und rehabilitierte Erich Nehlhans vollständig.
Eine Gedenktafel befindet sich am Wohnhaus Prenzlauer Allee 35, Berlin; eine Straße wurde nach ihm im Prenzlauer Berg benannt. Wegen der Namensschreibweise kam es zu schweren Zerwürfnissen zwischen einem Familienmitglied, das die von Nehlhans gewählte Schreibweise Nelhans bevorzugte, und den Initiatoren der Gedenktafel. Auf dem Jüdischen Friedhof an der Heerstraße befindet sich ein Gedenkstein für Erich Nehlhans. Auch dort wird der Name Nelhans geschrieben. Die vom Berliner Bezirk Prenzlauer Berg mit biografischen Forschungen zu Nehlhans beauftragte Historikerin Annette Leo entschied sich in ihren Darstellungen für die Schreibweise Nelhans. Nehlhans selbst habe mit Nelhans unterschrieben und auch in den meisten überlieferten Dokumenten werde diese Variante verwendet.